# ダニエラ・ボバディーヤ
ダニエラ・ボバディーヤ（Daniela Bobadilla、1993年4月4日 - ）は、カナダの女優。

## 出演作品
- 恋するインターン
- アウェイク 〜引き裂かれた現実
- デスパレートな妻たち8